# 理查德·哈斯
理查德·内森·哈斯（英語：Richard Nathan Haass，1951年7月28日—），出生于美國纽约布鲁克林区，犹太人。2003年7月至今，任美国对外关系委员会主席，此前曾就任美国国务院政策规划办公室主任和前国务卿科林·鲍威尔的幕僚。美国参议院已批准他成为大使職位的候选人，同时他还曾是代表美国的阿富汗前景斡旋者，并且接替乔治·米切尔成为美国对北爱尔兰问题特别使节，这也使他获得了国务院所颁发的杰出服务奖。2003年底，米切尔·赖斯接替他成为特使。
1989年至1993年，理查德·哈斯是老布什的特别助理和美国国家安全委员会在近东和南亚事务的高级主管。1991年，哈斯因在沙漠盾牌行动和沙漠风暴行动中帮助发展和解释美国的政策而荣获总统公民勋章。在这之前，他曾担任过国务院和美国国防部的多个职务，同时也曾是参议院的立法幕僚。
哈斯另外的职务也包括布鲁金斯学会副主席和外交政策研究主任、汉密尔顿学院国际关系研究客座教授，卡内基国际和平基金会资深会员，哈佛大学肯尼迪政府学院公共政策教授，国际战略研究所研究员。
哈斯1973年在欧柏林大学获得学士学位，后取得罗氏奖学金，在牛津大学先后获得了硕士学位与博士学位。
在2008年的美国总统选举中，哈斯对共和党和民主党都提过外交政策议题上的建议，但因基于对外关系委员会无党派的立场，他没有公开表明自己支持哪位候选人。
哈斯是12本书的作者，11本有关对外政策，另一本则是有关管理学。他与妻子苏珊生活在纽约，并有两个孩子：山姆和弗朗西斯卡。

## 荣誉

### 外国勋章奖章
- 修交勋章光化章（韩国，2020年11月3日批准[3]，2021年5月11日于华盛顿特区颁发[4]）
- 旭日重光章（日本，2023年11月3日公布[5]）

## 书目
- Beyond the INF Treaty (1988, ISBN 0-8191-6942-0)
- The Power to Persuade: How to Be Effective in Any Unruly Organization (1995, ISBN 0-395-73525-4)
  - updated in 1999 as The Bureaucratic Entrepreneur: How to Be Effective in Any Unruly Organization (1999, ISBN 0-8157-3353-4)
- Economic Sanctions and American Diplomacy (1998, ISBN 0-87609-212-1)
- The Reluctant Sheriff: The United States After the Cold War (1997, ISBN 0-87609-198-2)
- After the Tests: U.S. Policy Toward India and Pakistan (1999, ISBN 0-87609-236-9)
- Transatlantic Tensions: The United States, Europe, and Problem Countries (editor, 1999, ISBN 0-8157-3351-8)
- Intervention: The Use of American Military Force in the Post-Cold War World (1999, ISBN 0-87003-135-X)
- Honey and Vinegar: Incentives, Sanctions, and Foreign Policy (2000, ISBN 0-8157-3355-0)
- The Opportunity: America's Moment to Alter History's Course (2006, ISBN 1-58648-453-2)
- War of Necessity, War of Choice  (2009, ISBN 978-1416549024)